# المكان الموعود في أيامنا الخوالي
المكان الموعود في أيامنا الخوالي (باليابانية: 雲のむこう、約束の場所، بالروماجي: Kumo no Mukō, Yakusoku no Basho) (بالإنجليزية: The Place Promised in Our Early Days)‏ هو فيلم أنمي من إنتاج استوديو كوميكس ويف فيلمز، ومن إخراج وتأليف ماكوتو شينكاي، عرض الفيلم في 20 نوفمبر عام 2004.

## القصة
تدور أحداث القصة في تاريخ بديل حيث تم احتلال الجزيرة اليابانية الشمالية هوكايدو (يطلق عليها إيزو في الفيلم)، من قبل الاتحاد السوفيتي في عام 1974، وتم بناء برج غريب فيها، الذي تم تصميمه من قبل عالم اسمه إيكوسون تسوكينوي.

## الأداء الصوتي
هيروكي فوجيساوا
مؤدي الصوت: هيديتاكا يوشيوكا
تاكويا شيراكاوا
مؤدي الصوت: ماساتو هاجيوارا
سايوري ساواتاري
مؤدية الصوت: يوكا نانري
بروفيسور توميزاوا
مؤدي الصوت: كازوهيكو إينوي
ماكي كاساهارا
مؤدية الصوت: ريسا ميزونو
أوكابي
مؤدي الصوت: أونشو إيشيزوكا
أريساكا
مؤدي الصوت: هيدينوبو كيوتشي

## وصلات خارجية
- المكان الموعود في أيامنا الخوالي على موقع IMDb (الإنجليزية)
- المكان الموعود في أيامنا الخوالي على موقع روتن توميتوز (الإنجليزية)
- المكان الموعود في أيامنا الخوالي على موقع نتفليكس (الإنجليزية)
- المكان الموعود في أيامنا الخوالي على موقع ألو سيني (الفرنسية)
- المكان الموعود في أيامنا الخوالي على موقع أول موفي (الإنجليزية)
- المكان الموعود في أيامنا الخوالي على موقع فيلمافينيتي (الإسبانية)
- المكان الموعود في أيامنا الخوالي على موقع قاعدة بيانات الفيلم (الإنجليزية)
- المكان الموعود في أيامنا الخوالي على موقع ليتربوكسد (الإنجليزية)
- المكان الموعود في أيامنا الخوالي على موقع كينوبويسك (الروسية)
- المكان الموعود في أيامنا الخوالي على موقع ANN anime (الإنجليزية)